# Sonnenstraße (München)
Die Sonnenstraße ist eine Straße im Stadtzentrum von München. Sie bildet die Grenze zwischen den Stadtvierteln Altstadt und Ludwigsvorstadt.

## Beschreibung
Die Sonnenstraße ist Teil des Münchner Altstadtrings und verläuft in Nord-Süd-Richtung zwischen dem Sendlinger-Tor-Platz und dem Stachus. Die breite Straße hat bis zu acht Fahrstreifen und in der Mitte eine viergleisige Trasse der Münchner Straßenbahn.
Entlang der etwa 600 Meter langen Straße befinden sich zahlreiche Clubs wie der Technoclub Harry Klein. Sie verbindet somit als „Partymeile“ den Maximiliansplatz mit dem Glockenbachviertel. Aufgrund des gebogenen Straßenverlaufs wird sie umgangssprachlich auch als „Feierbanane“ bezeichnet.

## Geschichte
Entlang der Sonnenstraße verlief die frühneuzeitliche Befestigungsanlage Münchens. Ihren heutigen Namen erhielt sie 1812, da ihr Verlauf nach dem Konzept der Sonnenbaulehre von Christoph Faust auf den höchsten Stand der Sonne zur Mittagszeit hin ausgerichtet ist.
Parallel zur Sonnenstraße (nahe der Herzog-Wilhelm-Straße) verläuft unterirdisch der Westliche Stadtgrabenbach, er wird in der Nähe des Sendlinger Tores aus dem Glockenbach gespeist und folgt nach Norden und später Nordosten der früheren Stadtbefestigung. Es gibt Pläne, ihn teilweise wieder freizulegen.
Die Sonnenstraße war bis in die 1930er-Jahre ein grüner Boulevard. Die 1833 erbaute Matthäuskirche, die erste evangelische Kirche Münchens, stand bis zu ihrem Abbruch 1938 auf der Sonnenstraße, in Höhe der Einmündung der Herzogspitalstraße.
1846 gründete August Hauner in der Sonnenstraße das Dr. von Haunersche Kinderspital, das sich heute in der Lindwurmstraße befindet. 1856 wurde an der Sonnenstraße die Frauengebäranstalt fertiggestellt, das erste Gebäude im Maximilianstil des Architekten Georg Friedrich Christian Bürklein, ab 1922 befand sich darin das Postscheckamt, heute die Isarpost Eventlocation. An der Sonnenstraße befand sich das Hotel Wagner, worin sich die Singspielhalle Kabarett Wien-München und von 1934 bis 1935 das Valentin Panoptikum befand.
1938 verwandelten die Nationalsozialisten die Sonnenstraße vom grünen Boulevard zur heutigen Betonstraße, weil Hitler eine breite Aufmarschschneise wollte.

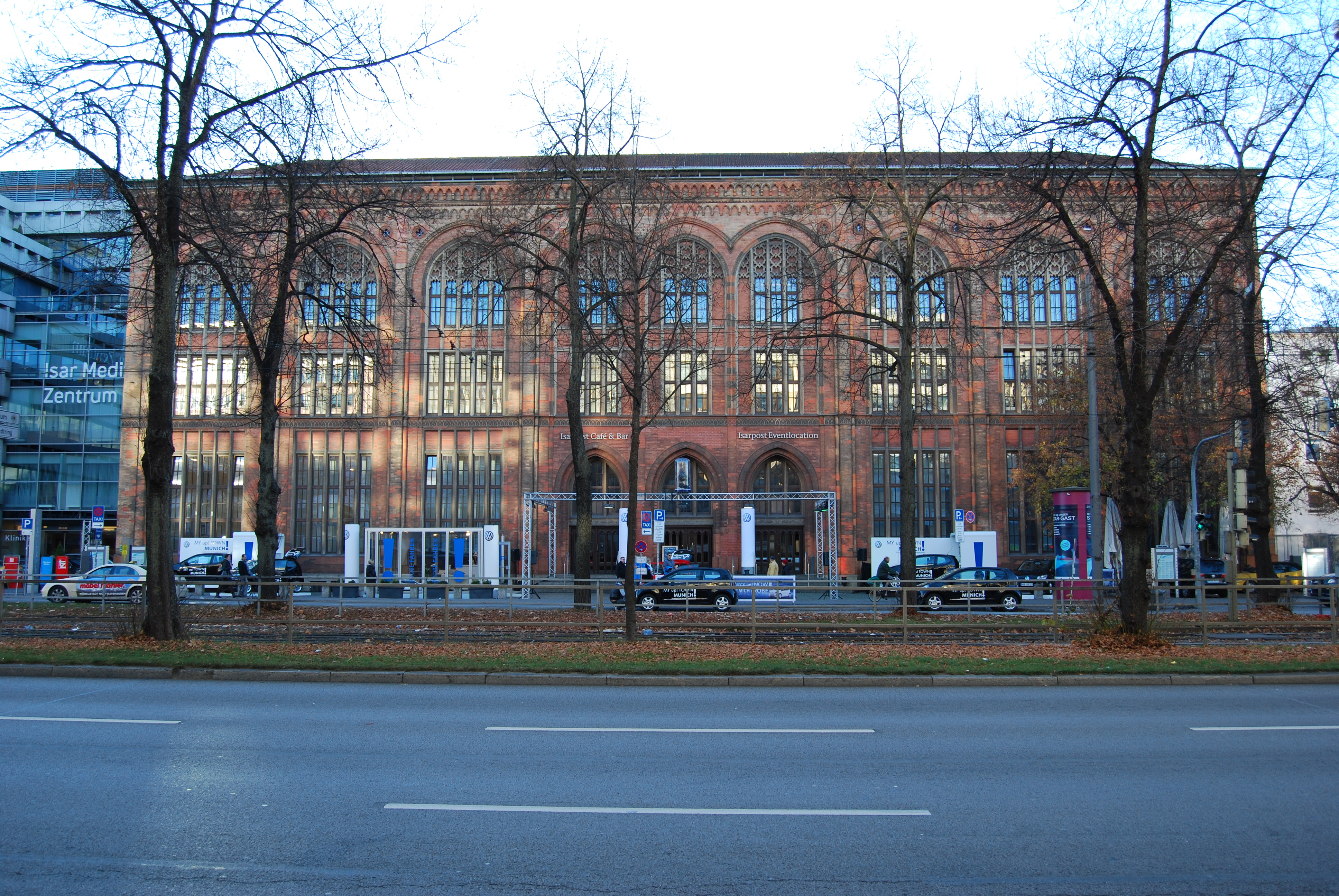
Isarpost, Sonnenstraße 26
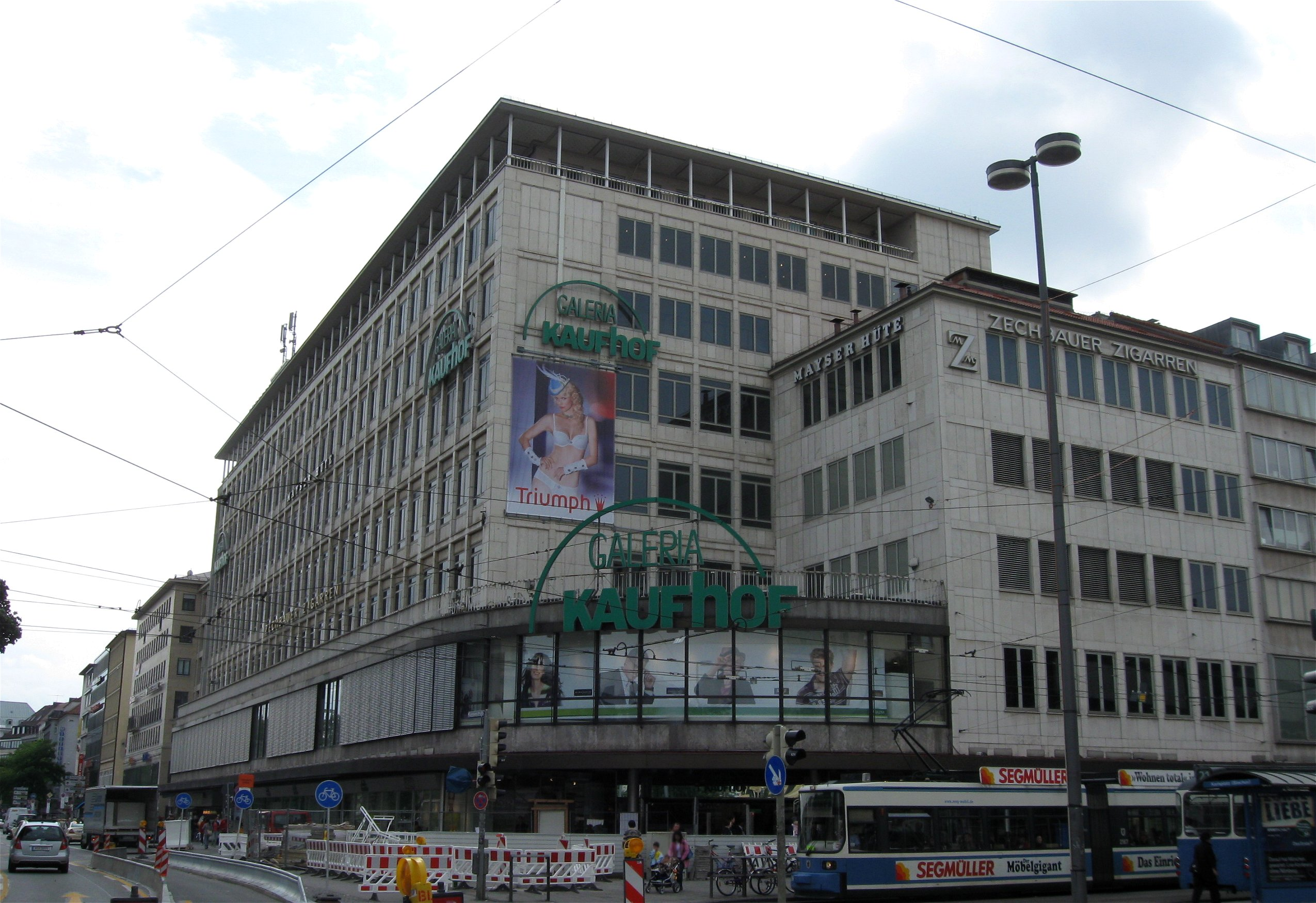
Kaufhaus Kaufhof
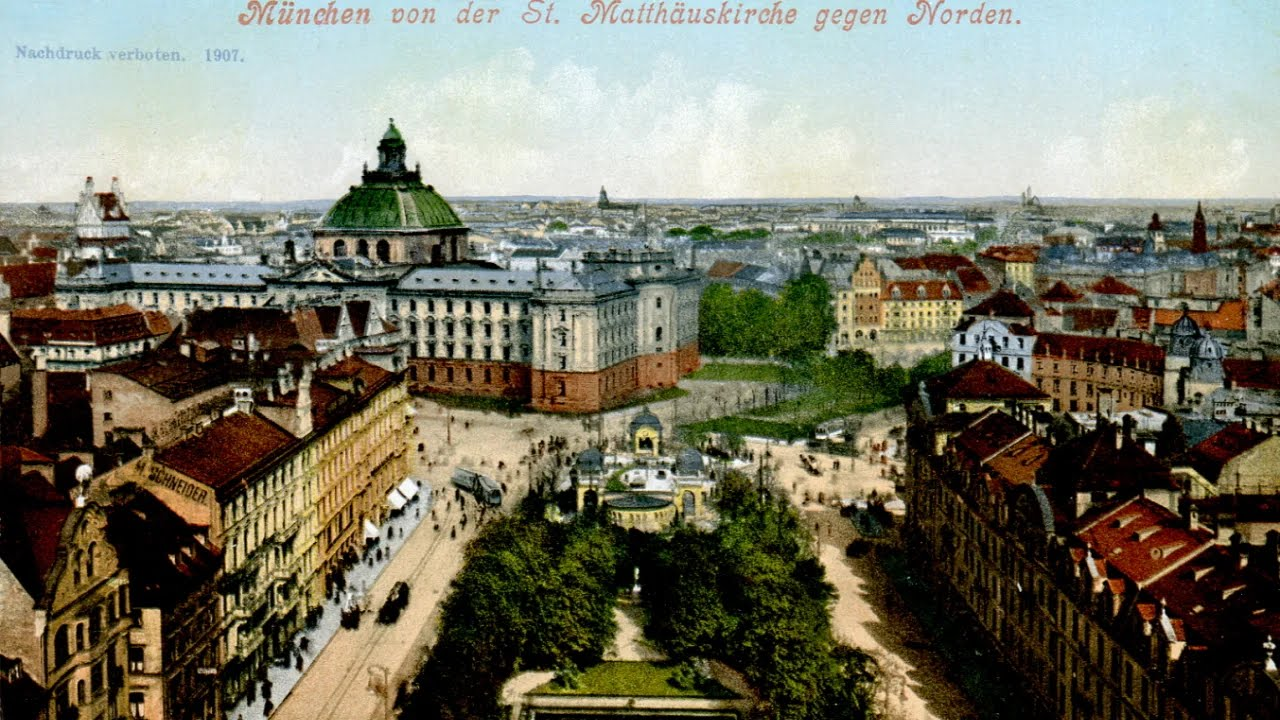
Sonnenstraße auf einer Postkarte (1907, Ansicht nach Norden)
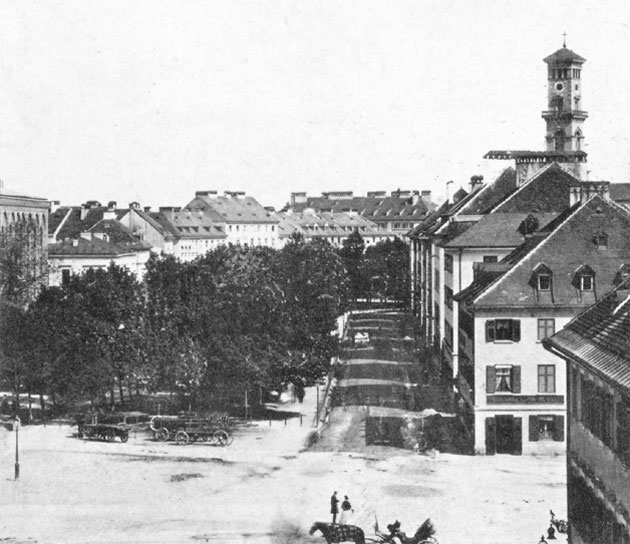
Sonnenstraße, circa 1870
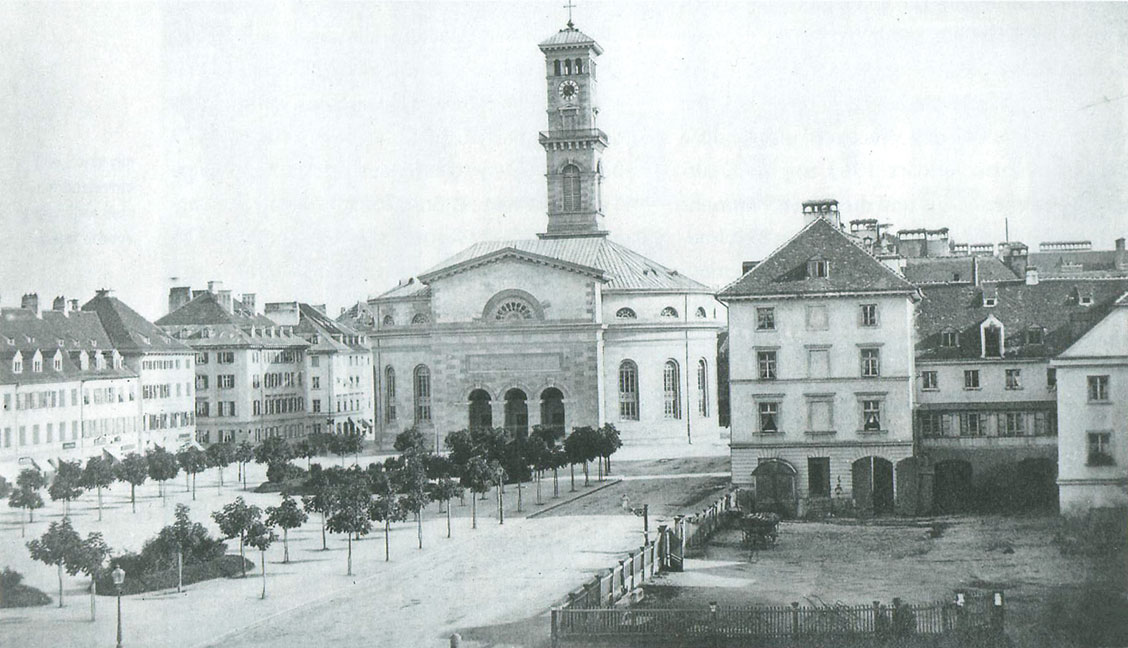
Matthäuskirche, circa 1865